# Rangomaramidae
Famille
Les Rangomaramidae sont une famille de diptères.

## Liste des genres
Selon GBIF (12 juin 2025) :
- Anisotricha Chandler, 2002
- Cabamofa Jaschhof, 2005
- Chiletricha Chandler, 2002
- Colonomyia Colless, 1963
- Eratomyia Amorim & Rindal, 2007
- Insulatricha Jaschhof, 2004
- Kenyatricha Chandler, 2002
- Ohakunea Tonnoir & Edwards, 1927
- Rangomarama Jaschhof & Didham, 2002
- Rhynchoheterotricha
- Rogambara Jaschhof, 2005

## Systématique
Le nom valide de ce taxon est Rangomaramidae Jaschhof (d) & Didham (d), 2002.

### Publication originale
- (en) Mathias Jaschhof et Raphael K. Didham, « Rangomaramidae fam/nov. From New Zealand and implications for the phylogeny of the Sciaroidea (Diptera: Bibionomorpha) », Studia dipterologica. Supplement, Allemagne, vol. 11, no 1,‎ 20 septembre 2002, p. 1-60 (ISSN 1433-4968).